# Jalgpalliklubi Narva Trans 2018
Questa voce raccoglie le informazioni riguardanti il Jalgpalliklubi Narva Trans nelle competizioni ufficiali della stagione 2018.

## Rosa
| N. |                    | Ruolo | Calciatore           |
| -- | ------------------ | ----- | -------------------- |
| 1  | Kosovo (bandiera)  | P     | Betim Halimi         |
| 2  | Estonia (bandiera) | D     | Nikita Savenkov      |
| 3  | Brasile (bandiera) | D     | Matheus Troche       |
| 4  | Spagna (bandiera)  | D     | Hector Pano Marrero  |
| 5  | Estonia (bandiera) | D     | Igor Ovsjannikov     |
| 8  | Russia (bandiera)  | C     | Aleksandr Zakarlyuka |
| 9  | Estonia (bandiera) | A     | Eduard Golovljov     |
| 10 | Russia (bandiera)  | A     | Dmitrij Barkov       |
| 11 | Estonia (bandiera) | D     | Maksim Tšerezov      |
| 13 | Estonia (bandiera) | C     | Arseni Kovaltšuk     |
| 14 | Russia (bandiera)  | C     | Dmitri Proshin       |
| 16 | Russia (bandiera)  | C     | Sergei Kondratsev    |
| 17 | Estonia (bandiera) | A     | Artjom Škinjov       |

| N. |                           | Ruolo | Calciatore          |
| -- | ------------------------- | ----- | ------------------- |
| 18 | Estonia (bandiera)        | A     | Vadim Mihhailov     |
| 19 | Costa d'Avorio (bandiera) | C     | Irié Bi Séhi Elysée |
| 20 | Estonia (bandiera)        | C     | Nikita Mihhailov    |
| 21 | Estonia (bandiera)        | D     | Viktor Plotnikov    |
| 22 | Estonia (bandiera)        | D     | Tanel Tamberg       |
| 23 | Russia (bandiera)         | D     | Artjom Davodov      |
| 27 | Albania (bandiera)        | C     | Arbër Basha         |
| 33 | Estonia (bandiera)        | P     | Nikita Jegorov      |
| 63 | Bermuda (bandiera)        | D     | Dante Leverock      |
| 69 | Estonia (bandiera)        | P     | Aleksandr Gorbunov  |
| 81 | Estonia (bandiera)        | P     | Artur Kotenko       |